# Domenico Montagnana
Domenico Montagnana (Lendinara, 24 de junio de 1686 - Venecia, 6 de marzo de 1750) fue un lutier italiano afincado en Venecia, famoso por los magníficos instrumentos de cuerda que fabricaba, sobre todo violines y violonchelos, siendo estos últimos especialmente apreciados. Muchos de sus instrumentos se encuentran actualmente en museos y colecciones privadas, otros pertenecen a solistas de prestigio.

## Biografía
Siendo todavía un niño se trasladó a Venecia, donde ingresó en el taller del lutier Matteo Sella, probablemente también asociado con Matteo Goffriller (1659–1742), aprendiendo el arte de la fabricación de instrumentos de cuerda. En 1712 se instaló de manera independiente, recibiendo gran cantidad de encargos por la buena calidad y excepcional sonoridad de sus violonchelos, robustos anchos y muy característicos, pudiendo distinguirse con claridad de otros del mismo periodo fabricados en Cremona o Venecia.
Su propio taller, activo desde 1712, estaba ubicado en la calle degli Stagneri, con la insignia "Alla Cremona".
Sus violonchelos son normalmente 1 cm más cortos que un violonchelo de la "forma B" fabricado por Stradivarius, y 2 cm más anchos entre los tramos C. El sonido característico de un violonchelo Montagnana es "sencillo" de tocar (según la descripción de Jacqueline du Pré del violonchelo Montagnana interpretado por Martin Lovett del Cuarteto Amadeus). Uno puede apretar fuerte el arco de un violonchelo Montagnana mientras toca, y el sonido seguirá saliendo bien y volviéndose más interesante. En cambio, para un violonchelo Stradivarius, en general, hay que convencerlo (basado en una famosa descripción del Stradivarius Davidov de Jacqueline du Pré supuestamente hecha por Yo-Yo Ma: "Las desenfrenadas cualidades oscuras de Jackie iban en contra del Davydov. Tienes que persuadir al instrumento. Cuanto más lo atacas, menos consigues").
Montagnana conoció a una veneciana que vivía en la calle degli Stagneri/Santo Bartolomeo, Caterina Berti, con quien se casó. La pareja vivió en Venecia y tuvo seis hijas.
Tras el nacimiento de su última hija, Caterina comenzó a sufrir una parálisis progresiva, que finalmente la llevó a la muerte en 1748. Parece que este golpe fue demasiado para Montagnana, que hasta entonces se había refugiado en su taller y había pasado mucho más tiempo del habitual en los meticulosos detalles de sus instrumentos. Su salud comenzó a deteriorarse rápidamente, por causas no especificadas y, en febrero de 1750, estaba postrado en cama. Su certificado de defunción indica que murió después de estar confinado en cama durante un mes con "hipocondría".
Murió en Venecia en 1750. Su taller fue heredado por Giorgio Seraphin, sobrino de Sanctus Seraphin.

## Legado de instrumentos famosos
Muchas de sus piezas aún se encuentran en circulación, utilizadas por músicos famosos o forman parte de colecciones públicas o privadas. Los artistas que tocan o han tocado en Montagnanas incluyen a Guilhermina Suggia, Stephen Kates, Lionel Tertis, Lynn Harrell, Mischa Maisky, Truls Mørk, Alfred Wallenstein, Josef Roismann, Steven Isserlis, Raphael Wallfisch, Yo-Yo Ma, Paul Watkins, Maurice Eisenberg, Emanuel Feuermann, Daniel Saidenberg, Orlando Cole, Sevak Avanesyan, Nathaniel Rosen, Boris Andrianov, Galen Kelch, Virgil Boutellis-Taft, Sylvia Lent, Ralph Kirshbaum, István Várdai, y Heinrich Schiff.

### Violonchelos famosos
- Petunia (1733) - propiedad de Yo-Yo Ma
- Ex-Romberg (1733) - cedido a Raphael Wallfisch
- Esquire (1723) - cedido a Harriet Krigjh
- Feuermann (1735): coleccionista suizo, anteriormente propiedad de Emmanuel Feuermann
- Ex-Servais (1738) - propiedad de Nathaniel Rosen
- Mighty Venetian (1738): propiedad de Nathaniel Rosen, anteriormente propiedad de Adrien-Francois Servais (1807-1866) y Thomas Haddock (?-1893)[7]
- Kates-Hancock (1739): propiedad de Stephen Kates hasta 2003
- La bella durmiente (1739), propiedad de Heinrich Schiff
- Barón Steinheil (1740)
- Duquesa de Cleaveland (1740)
- Montagnana (1710) - propiedad de Guilhermina Suggia

### Violines famosos
- Mackenzie (1721)
- Ex-Bloomfield (1731)
- Ex-Régis Pasquier (1742) - interpretado por Virgil Boutellis-Taft

Cada año se celebra en su ciudad natal, Lendinara, un festival internacional con conciertos en los que se utilizan algunos de los instrumentos de Montagnana.